# Jeeser
Jeeser ist ein Ortsteil der Gemeinde Sundhagen im Landkreis Vorpommern-Rügen.

Jeeser zwischen 1880 und 1920

## Geografie

### Geografische Lage
Jeeser liegt etwa 15 Kilometer nordwestlich der Stadt Greifswald. Die angrenzenden Ortsteile sind (im Uhrzeigersinn, im Norden beginnend): Dömitzow, Kirchdorf, Jager und Mannhagen. 

### Geologie
Die Gemarkung hat Sandgruben und mehrere Torfmoore, letztere nahmen eine Fläche von 40 Morgen ein. Auch die in älterer Zeit so wichtigen Mergelgruben zur Düngung sind in einer Vielzahl vorhanden. Der Jeesersche See hat besonders zwischen 1880 und 1920 lt. Messtischblatt ca. zwei Drittel seiner Größe verloren. Scheinbar wurde zur Landgewinnung für Wiesen und Koppeln der See teilweise abgelassen.

## Geschichte
Das Name Jeeser kann vom slawischen Wort jezor abgeleitet werden, was so viel wie „Landsee“ bedeutet. Zu einem späteren Zeitpunkt wurden aber auch die Bezeichnungen Geser und Geiser verwendet. Sie weisen auf den nordwestlich der Gemarkung in der Feldmark liegenden Jeeser See hin.
In der Region herrschte eine Seitenlinie des rügischen Fürstenhauses, die Familie derer von Gristow. Johann von Gristow beschreibt in der Urkunde vom 14. Februar 1276 die Grenzen der Dorfschaft Jeeser (geschrieben Jeser) und sichert den Einwohnern die Besitzungen in dem Ort zu. Neben dem Nachbarort Mannhagen (Manhagen) werden Flurnamen (Surehagen, Elrebrooc, Reedwisch) genannt, die heute nicht mehr zu identifizieren sind.
Wartislaw VI. verkaufte 1384 zunächst nur die Einnahmen aus dem Ort an die Stadt Greifswald. Sie muss zu einem späteren Zeitpunkt jedoch ganz in den Besitz Jeesers gekommen sein, was eine Urkunde Wartislaw IX. aus dem Jahr 1418 an die Stadt und deren Heilig Geist Hospital nahelegt. Die Bauern zahlten Abgaben in Form von Pacht und Naturallieferungen nach Greifswald. Zu dieser Zeit sind in Summe zehn Höfe überliefert, die neun Hufe bewirtschaften. Im Dreißigjährigen Krieg werden etliche dieser Höfe zerstört: So sind 1632 nur noch vier Bauern, ein Halbbauer und ein Kötter verzeichnet. Eine Vermessung der Region ergab im Jahr 1691 eine Fläche von rund 13 pommerschen Morgen für den See und rund 904 Morgen für die Feldmark. 1703 wurde die Ausdehnung des Sees in einer weiteren Vermessung bestätigt. Jeeser entwickelte sich jedoch nur schleppend. 1767 stellte man einen Schulmeister für die 1726 neu erbaute Schule ein. Für das Jahr 1786 sind fünf Höfe überliefert. 1838 beschloss die Gemeinde, den zuvor zersiedelten Wald mit Kiefern und Laubbäumen aufzuforsten. 1846 entstand ein Armenkaten, der unter anderem von den Torfstechern genutzt wurde. 1858 entstand eine Försterei.
1866 bestanden vier Bauernhöfe (Levin, Schumann, Glemann und Haken) von 408 bis 492 Morgen, sie befanden sich in Zeitpacht. Davon waren Hof I und II westlich und nordwestlich außerhalb des Ortes und die Höfe III und IV lagen dicht am Ort, bzw. stellten selbst mit den Katen der Büdner das eigentliche Dorf dar. Die vier Büdnerhöfe hatten je 5 Morgen und befanden sich in Erbpacht. Die Pacht ging zu 2/3 an die Stadt und zu 1/3 an das Heilig Geist Hospital. Der Ort hatte seinerzeit 4 Wohnhäuser, 4 Katen, 15 Wirtschaftsgebäude, ein Schulhaus und ein Armenhaus mit Stallung.
Um 1900 wurde östlich des Ortes eine Bockwindmühle errichtet.
An Einwohnern waren registriert: 1776 = 96, 1855 = 123 und 1862 = 135.
1871 weist die staatliche Statistik folgende Informationen auf: Jeeser hatte 15 Wohnhäuser mit 27 Haushaltungen und 151 Einwohner, 1867 waren es noch 153. Alle waren Mitglied der evangelischen Konfession.
Anfang des 20. Jahrhunderts errichteten Bauarbeiter im Wald ein Gebäudeensemble, in dem eine Heilstätte für Lungenkranke eingerichtet wurde. Zur Zeit des Nationalsozialismus befand sich dort zunächst ein Erholungsheim für Kinder, das zum Ende des Zweiten Weltkrieges als Wehrertüchtigungslager genutzt wurde. 
In der Nähe des Heims fand am 26. April 1945 eine Unterweisung an einer Panzerfaust statt, an der Jugendliche im Alter von 14 bis 18 Jahren aus Greifswald und Umgebung teilnahmen. Als der 19-jährige Ausbilder die Funktion erläuterte, kam es zu einem Auslösen des Zünders, 22 Jugendliche starben. Ihre Leichen wurden auf dem Friedhof der Dorfkirche Kirchdorf beigesetzt. Dort erinnert eine Gedenktafel an das Unglück.
Der Komplex nördlich des Jeeserschen Haltepunktes und des „Waldschlößchens“ heißt noch heute das „Waldlager“.
Jeeser gehörte zur Gemeinde Kirchdorf. Diese schloss sich am 7. Juni 2009 mit den Gemeinden Behnkendorf, Brandshagen, Horst, Miltzow, Reinberg und Wilmshagen zur neuen Gemeinde Sundhagen zusammen.

## Sehenswürdigkeiten

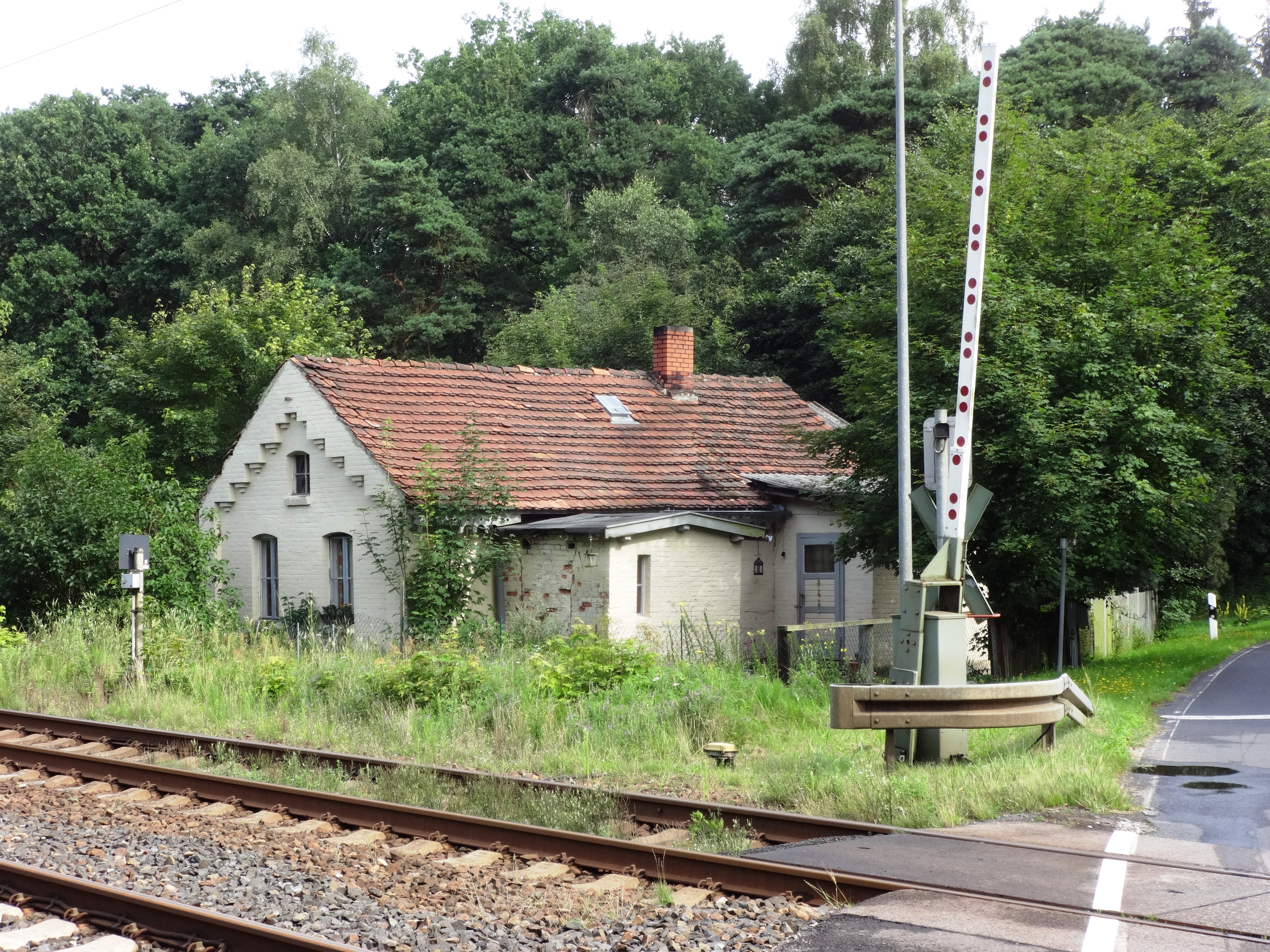
Denkmalgeschütztes Bahnwärterhaus und Nebengebäude

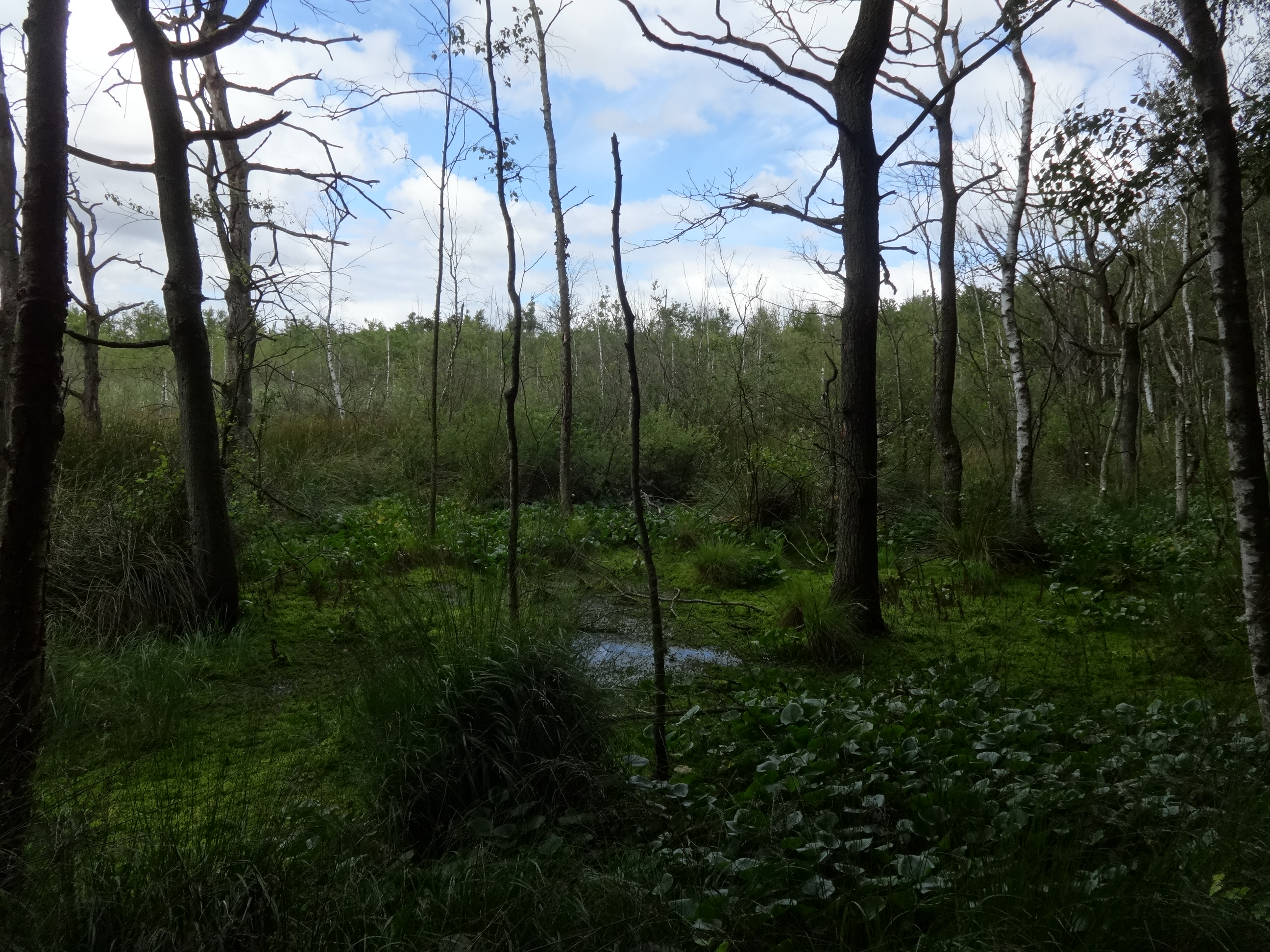
Jeeser Moor

- Das Bahnwärterhaus, ein Nebengebäude sowie das Gasthaus Waldschlösschen und ein weiteres Wohnhaus in Jeeser 4 stehen unter Denkmalschutz
- Jeeser Moor, ein Sauer-Zwischenmoor im nordwestlichen Teil der Gemarkung mit Seggenrieden, in denen das Sumpf-Blutauge, der Fieberklee und der Drachenwurz nachgewiesen wurden.[3]
- Der Europäische Fernwanderweg E9 verläuft durch das Wendorfer Holz.
- Südlich von Jeeser liegt im Ortsteil Segebadenhau eine Turmhügelburg die als die Reste der Burg Ekberg gedeutet werden. Am Jeeserschen See befindet sich ebenfalls ein frühdeutscher (1230 bis 1400) Turmhügel, seine Fläche ist 80 × 60 Meter groß und seine gegenwärtige Höhe noch 4 Meter. Die Funde dort beginnen aber bereits ab der slawischen Zeit, also hat sich dort eine Siedlung oder ein slawischer Burgwall befunden, der von den deutschen Siedlern genutzt oder verändert wurde.

## Wirtschaft und Infrastruktur

### Verkehr
Die Bahnstrecke Angermünde–Stralsund durchquert den Ortsteil in Nordwest-Südost-Richtung. An der den Ort ebenfalls querenden Straße Jeeser befindet sich ein Haltepunkt. Der Ort ist über die gleichnamige Straße von Kirchdorf und Jager aus erreichbar. 